# Diplolepis myrtifolia
Diplolepis myrtifolia är en oleanderväxtart som först beskrevs av William Jackson Hooker och Arn., och fick sitt nu gällande namn av Hechem och C.Ezcurra. Diplolepis myrtifolia ingår i släktet Diplolepis och familjen oleanderväxter. Inga underarter finns listade i Catalogue of Life.